# Ernestine Eleonore Reuß zu Ebersdorf
Ernestine Eleonore, Gräfin Reuß zu Ebersdorf, (* 30. Januar 1706 in Ebersdorf; † 23. November 1766 ebenda) war eine deutsche Pietistin und Mitglied der Herrnhuter Brüdergemeine.

## Leben
Die Tochter von Graf Heinrich X. (1662–1711) und Gräfin Erdmuthe Benigna zu Solms-Laubach (1670–1732) wuchs als jüngstes Kind im Schloss Ebersdorf auf. Ihr Vater starb, als sie sechs Jahre alt war. Ihre pietistisch erzogene Mutter bestimmte das religiöse Leben am Hof und bekam Besuch von pietistischen Predigern, was auch Ernestine Eleonore prägte. Nachdem ihre Schwester Erdmuthe Dorothea 1722 Graf Nikolaus Ludwig von Zinzendorf geheiratet hatte, reiste Ernestine Eleonore 1726 nach Herrnhut. Diese wachsende Siedlung der Herrnhuter Brüdergemeine auf dem Gut von Zinzendorf war durch protestantische Glaubensflüchtlinge aus Mähren gegründet worden, die Zinzendorf ab 1722 aufgenommen hatte. Ernestine Eleonore blieb dort einige Zeit, bis ihre Mutter sie nach Ebersdorf zurückrief. Der Tod der Mutter 1732 traf Ernestine Eleonore besonders, da sie als jüngste Tochter immer die besondere Aufmerksamkeit der Mutter hatte.
Zudem rangen am Ebersdorfer Hof seit 1731 Hallischer Pietismus und Herrnhuter Brüdergemeine um die religiöse Vorherrschaft, was die Aufmerksamkeit ihres Bruder Heinrich XXIX., Regent der Grafschaft, erforderte. Johann Heinrich Schubert, vormaliger Hofprediger in Ebersdorf, drängte Heinrich XXIX. Johann Peter Siegmund Winkler als Vertreter von Halle 1732 als Hofprediger einzusetzen, was allerdings den Konflikt zwischen den pietistischen Strömungen verschärfte. Erst als Winkler 1734 seinen Abschied nahm und der von Zinzendorf empfohlene Friedrich Christoph Steinhofer als Hofkaplan seinen Dienst in Ebersdorf antrat, entspannte sich die religiöse Frage am Hofe etwas.
In der Folgezeit bestellte ihr Bruder als Gesellschaftsfräulein für Ernestine Eleonore Margaretha Sophia von Cummerstadt (* 1707), eine Schwester der Herrnhuter Brüdergemeine, die 1735 nach Ebersdorf gekommen war. Deren Familie war schon lange dem reußischen Grafenhaus verbunden: Ihr Großvater George Ernst von Commerstädt (1661–1704) war gräflich reuß-plauischer Hofmeister zu Untergreiz, ihre Eltern waren Carl Erdmann von Commerstädt (1689–1726), kursächsischer Amtshauptmann zu Wiesenburg und Herr auf Rittergut Unterschönfeld im Amt Untergreiz, und Margaretha Sophia geb. von Weißenbach. Ein Onkel des Vaters, Hans Wilhelm von Commerstädt auf Oberschönfeld († 1713), war ebenfalls reuß-plauischer Hofmeister, und dessen Sohn Gottfried Ernst war in Greiz reuß-plauischer Hof- und Stallmeister.
Seit 1743 wurde Ernestine Eleonores Bindung an die Herrnhuter Brüdergemeine in Ebersdorf enger und sie besuchte deren Versammlungen im Schloss. 1744 ließ Ernestine Eleonore das sogenannte Comtessenhaus in der Herrnhuter Colonie in Ebersdorf bauen. Diese Siedlung hatte sich um das Waisenhaus entwickelt, das ihre Mutter 1732 gestiftet hatte und das die Herrnhuter Brüdergemeine 1736 übernommen hatte. 1745 wurde das Haus für ledige Schwestern von 27 Personen bezogen, darunter Ernestine Eleonore und einige andere ledige Gräfinnen. Eine davon war Agnes Sophie von Promnitz aus Sorau, die 1747 ihren Bruder Heinrich XXVIII. Reuß zu Ebersdorf heiratete. 
Die ledigen Schwestern der Brüdergemeine des Hauses bezogen 1751 das neue Schwesternhaus in der Herrnhuter Colonie, während Ernestine Eleonore in ihrem Haus Witwen der Brüdergemeine aufnahm. Sie besuchte bis 1761 die Versammlungen der ledigen Schwestern, danach war sie zu schwach dazu. 1763 starb ihr Gesellschaftsfräulein, deren Aufgabe deren leibliche Schwester Sophie Louise übernahm. Im Mai 1766 erlitt Ernestine Eleonore einen Schwächeanfall mit starkem Erbrechen, worauf es ihr immer schlechter ging, bis sie im November 1766 starb. Das Comtessenhaus bewohnten weiterhin die Witwen der Brüdergemeine, bis sie 1783 ein neues Witwenhaus bekamen. Dann entstanden Familienwohnungen im Haus neben Geschäften und Werkstätten wie z. B. eine Seifensiederei. Das Haus wird immer noch Comtessenhaus genannt.